# ومبتيات الشكل
ومبتيات الشكل (الاسم العلمي: Vombatiformes) هي رتيبة من الثدييات تتبع رتبة ثنائيات الأسنان الأمامية من ملتحمات الأصابع.

## التصنيف
- فصيلة الومبتيات
  - جنس الومبت
  - جنس الومبت مشعر الخطم